# 天霧城
天霧城（あまぎりじょう）は、香川県善通寺市吉原町と三豊市三野町、仲多度郡多度津町の市町境にあった中世日本の城（山城）。国の史跡。別名雨霧城または尼斬城。讃岐香川氏累代の有事の際の詰城で、平時の居館は多度津町の本台山城東麓にあったとされる。

## 概要
天霧城は丸亀平野の西端にある天霧山（標高382メートル）の山頂に位置している。最高所に本丸があり、東に向かって二の丸・三の丸などが配される梯郭式の山城である。
天霧山の南東側は採石によって大きく抉られており、遺構の一部が失われている。遺物の一部は善通寺市立郷土館に保存されている。

## 歴史
古くは大宝2年（702年）、白方軍団の要城がおかれたという（「三豊郡史」）。
正平19年・貞治3年（1364年）、讃岐守護細川氏に従って相模より讃岐に入部した香川景則が讃岐西方守護代に任ぜられ天霧山に築城。以後、香川氏は細川京兆家内衆として細川氏に従い畿内で活躍しつつ西讃岐を支配する。
天文18年（1549年）、主である管領細川晴元が三好長慶に敗れ、天文22年（1553年）、隣国阿波の守護細川持隆（氏之）が三好長慶の次弟三好実休に暗殺されると、細川京兆家は没落し代わって三好氏が実権を握る。三好氏の勢力は讃岐にも及んだが、香川之景はこれに従わなかった。
永禄元年（1558年）9月、三好実休が東讃岐の諸将とともに天霧城に攻め込むが、之景はこれを撃退（善通寺合戦）。之景は実休と和議を結び、所領安堵のうえ三好氏の支配下に入ることとなった。このとき之景は天霧城から退去し、のちに毛利氏の支援で天霧城に復帰したとする異説もある。
織田信長が上洛して中央に政権を樹立すると、天正4年（1576年）、之景は織田氏に通じ信長の偏諱を受け「信景」と名乗る。
天正7年（1579年）、土佐の長宗我部元親が讃岐に侵入すると信景は降伏というよりは、元親の次男・親和（親政とも）を養子に迎え入れて同盟者となり家の存続が図られた。
以後、信景・親和父子は長宗我部氏の讃岐攻略に尽力し、長宗我部氏にとって天霧城は伊予侵攻の拠点とし、讃岐と東予の国人統括を意図していた。
天正11年（1583年）、讃岐平定がほぼ完成に近づいた頃、親和が天霧城に入城する。
天正13年（1585年）、豊臣秀吉の四国征伐に伴い、香川家は取り潰しとなり、信景は土佐に移り天霧城は廃城となった。
1990年（平成2年）5月16日、国の史跡に指定される。

## アクセス
城址に向かうルートはかつては4ルートあったが、現在は東方尾根からの馬道と呼ばれたルートが失われ3ルートになっている。前述のとおり大規模な採石によるものである。
- 多度津町白方からのルート
- 四国霊場71番弥谷寺からのルート
- 善通寺市碑殿町からのルート

どのルートから登っても犬返しと呼ばれる急斜面を経由することになる。

## 遺構
かつては全山に47の城櫓があったとされるが、前述のとおり採石によりかなりの部分が失われている。
現在確認されている遺構は、本丸（物見台）跡、二の丸跡、三の丸跡、隠し砦跡、外郭、石塁、堀切、井戸となっている。

## 伝説
香川氏が長宗我部氏の侵攻を受け天霧城に籠城した際、水の補給路を断たれた香川軍が、長宗我部軍の目を欺くため水の代わりに白米で馬を洗い、遠目には水が城内に豊富にあるように見せかけた。しかし、この様子を見た通りがかりの尼が長宗我部軍にこのことを告げたため、長宗我部軍の総攻撃を受けて城は落ち、尼はその後香川軍の落ち武者に斬られてしまった。この伝説から、天霧城は一説に「尼斬城」の別名がある。
もっとも長曾我部軍がこの城を攻めたという事実はない。